# Пиуми (микрорегион)

Пиуми на карте.

Пиуми (порт. Microrregião de Piumhi) — микрорегион в Бразилии, входит в штат Минас-Жерайс. Составная часть мезорегиона Запад штата Минас-Жерайс. Население составляет 	81 643	 человека (на 2010 год). Площадь — 	7659,936	 км². Плотность населения — 	10,66	 чел./км².

## Демография
Согласно сведениям, собранным в ходе переписи 2010 г. Национальным институтом географии и статистики (IBGE), население микрорегиона составляет:						
| Полное население                             | Полное население                             | Полное население                             | Полное население                             | 81 643 |
| -------------------------------------------- | -------------------------------------------- | -------------------------------------------- | -------------------------------------------- | ------ |
| в том числе:                                 | Городское население                          | 66 221                                       | Процент городского населения, %              | 81,11  |
|                                              | Сельское население                           | 15 422                                       | Процент сельского населения, %               | 18,89  |
|                                              | Мужское население                            | 41 113                                       | Процент мужского населения, %                | 50,36  |
|                                              | Женское население                            | 40 530                                       | Процент женского населения, %                | 49,64  |
| Плотность населения, чел/км²                 | Плотность населения, чел/км²                 | Плотность населения, чел/км²                 | Плотность населения, чел/км²                 | 10,66  |
| Население микрорегиона в % к населению штата | Население микрорегиона в % к населению штата | Население микрорегиона в % к населению штата | Население микрорегиона в % к населению штата | 0,42   |

## Статистика
- Валовой внутренний продукт на 2003 год составляет 465 246 590,00 реалов (данные: Бразильский институт географии и статистики).
- Валовой внутренний продукт на душу населения на 2003 год составляет 5888,04 реалов (данные: Бразильский институт географии и статистики).
- Индекс развития человеческого потенциала на 2000 год составляет 0,787 (данные: Программа развития ООН).

## Состав микрорегиона
В составе микрорегиона включены следующие муниципалитеты:
1. Бамбуи
2. Коррегу-Данта
3. Дорезополис
4. Игуатама
5. Медейрус
6. Пиуми
7. Сан-Роки-ди-Минас
8. Тапираи
9. Варжен-Бонита